# Ace Stream
Ace Stream es un protocolo de streaming peer-to-peer creado con la tecnología BitTorrent . Ace Stream ha sido reconocido por algunas fuentes como un método que puede ser utilizado potencialmente para transmitir y ver emisiones en directo pirateadas. El protocolo funciona como cliente y como servidor. Cuando los usuarios transmiten una fuente de video usando Ace Stream, simultáneamente descargan de compañeros y suben el mismo vídeo a otros compañeros.

## Historia
Ace Stream comenzó con el nombre TorrentStream como un proyecto piloto para usar la tecnología BitTorrent para transmitir video en directo. En 2013, TorrentStream se relanzó con el nombre ACE Stream.